# Linia kolejowa nr 930
Linia kolejowa 930 – pierwszorzędna, jednotorowa, zelektryfikowana linia kolejowa, łącząca stacje Lublin Główny i Lublin Tatary.